# Lijst van voetballers - U
Dit is een lijst van voetballers met een artikel op Wikipedia van wie de achternaam begint met de letter U.

## Ub
- Rodney Ubbergen

## Uc
- Kalu Uche
- Michael Uchebo
- Atsuto Uchida

## Ud
- Sašo Udovič

## Ug
- Manfred Ugalde
- Francisco Ugarte
- Manuel Ugarte
- Víctor Ugarte

## Uh
- Guus Uhlenbeek

## Ui
- Rafael Uiterloo

## Uj
- Anthony Ujah
- Tomáš Ujfaluši
- Samir Ujkani
- Marek Ujlaky

## Ul
- Frithjof Ulleberg
- Victor Ulloa
- Artur Ullrich
- Sven Ulreich
- Fredrik Ulvestad

## Um
- Michael Umaña
- Samuel Umtiti

## Un
- Peter Uneken
- Lars Unnerstall

## Up
- Oskar Üpraus
- Matthew Upson
- Dayot Upamecano

## Uq
- Manuel Uquillas

## Ur
- Didargylyç Urazov
- Flórián Urbán
- Jan Urban
- Klaus Urbanczyk
- Santos Urdinarán
- Marco Ureña
- Carlos Urizar
- Loek Ursem
- Cesar Urueta
- Ismael Urzaíz

## Us
- Óscar Ustari
- Albeiro Usuriaga

## Ut
- John Utaka
- Mark Uth
- Leonard van Utrecht

## Uz
- Francis Uzoho

A · B · C · D · E · F · G · H · I · J · K · L · M · N · O · P · Q · R · S · T · U · V · W · X · Y · Z